# Аахен, Ханс фон
Ханс фон Аахен, также Иоганн Акен, или Ян фон Аахен (нем. Hans von Aachen, Johann von Aachen, Jan van Achen, Aken; 1552, Кёльн — 4 марта 1615, Прага) — немецкий живописец, рисовальщик и гравёр. Представитель североевропейского маньеризма. Создавал в основном аллегорические, мифологические и религиозные композиции. «Рудольфинец», с 1592 года работал в Праге при дворе императора Рудольфа II.

## Биография

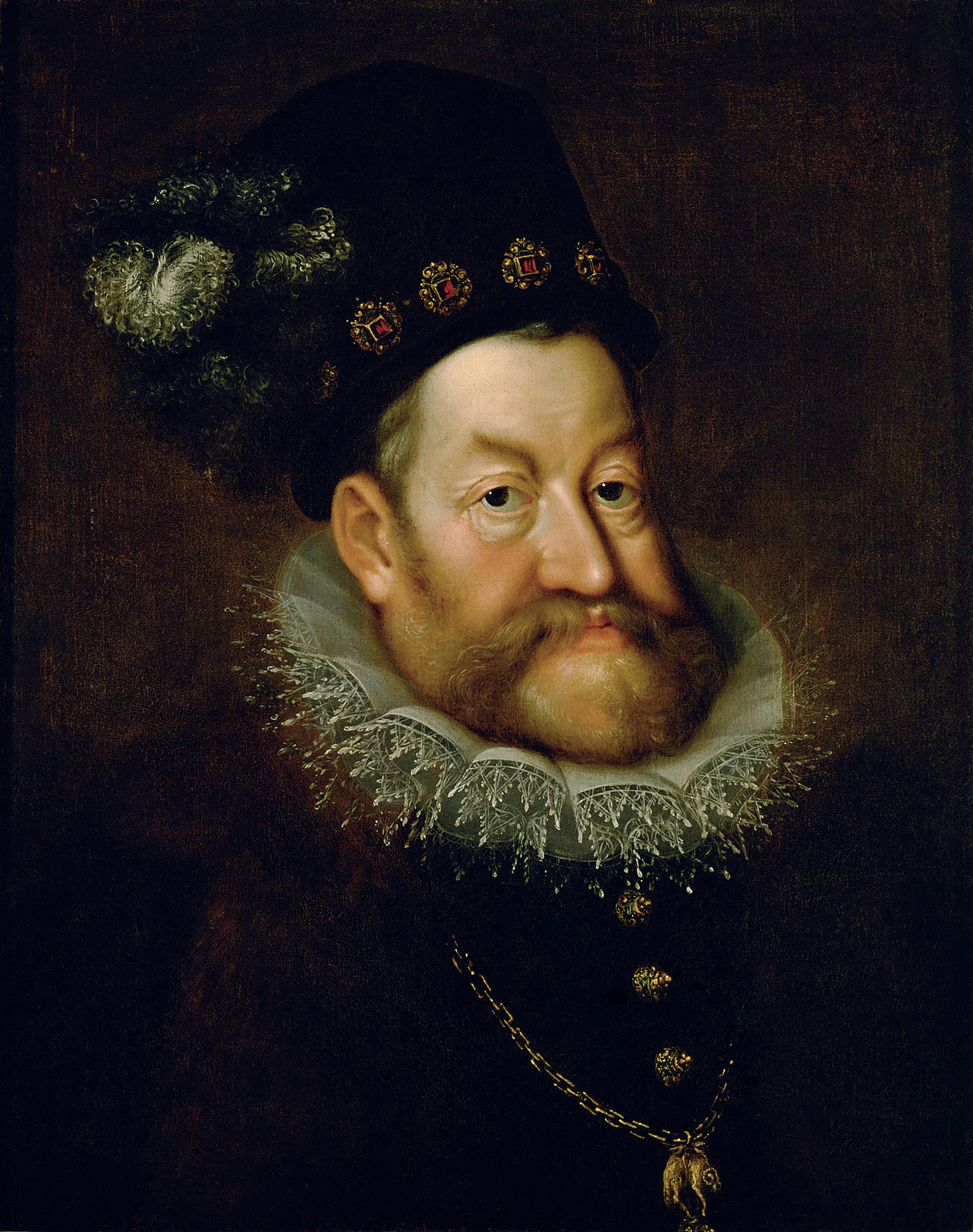
Ханс фон Аахен. Император Священной Римской империи Рудольф II. 1592. Холст, масло. Музей истории искусств, Вена

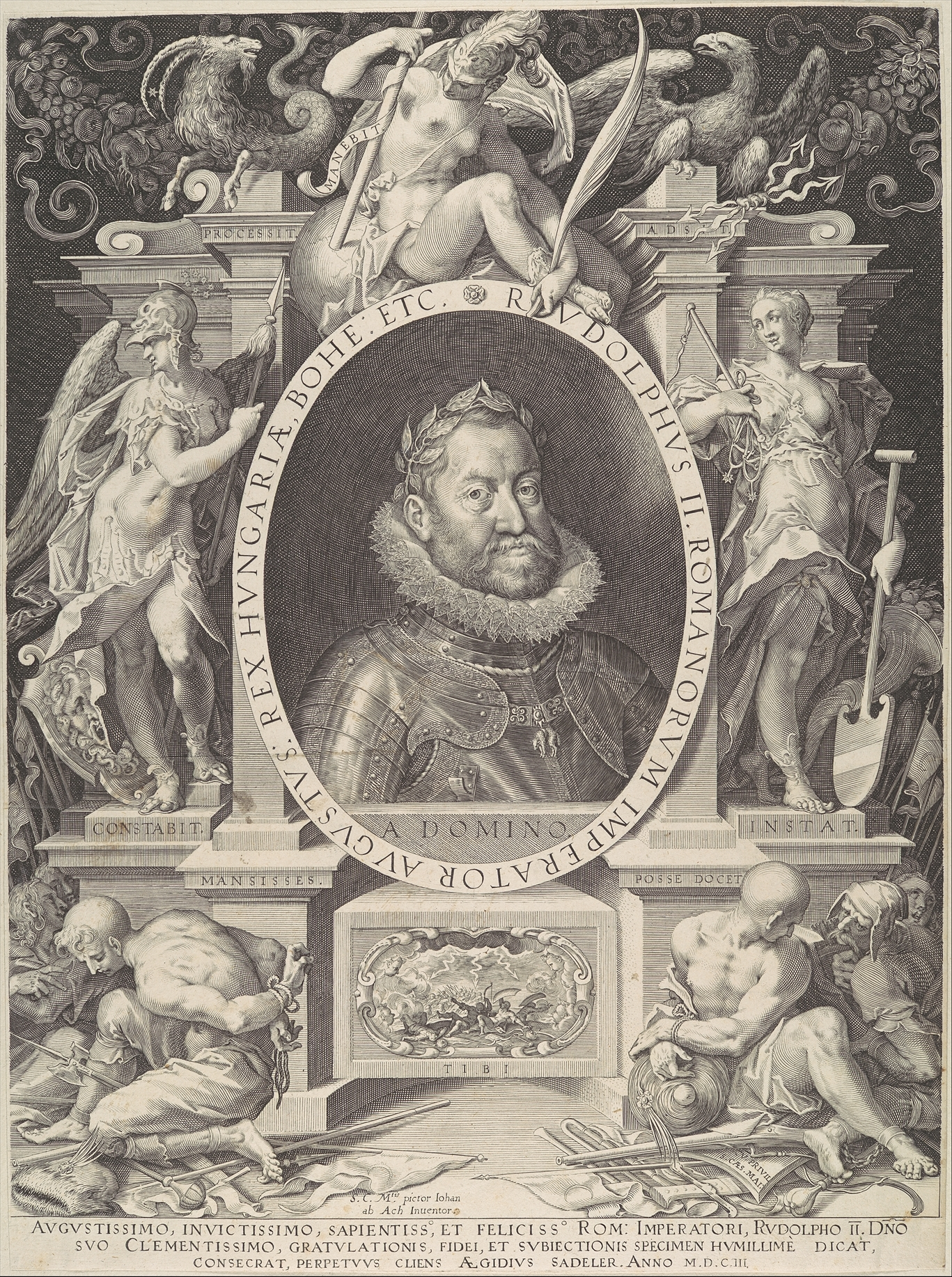
Э. Саделер. Портрет Рудольфа II. По рисунку Х. фон Аахена. 1603. Офорт

Ханс фон Аахен, также известный как Иоганн фон Ахен, или Акен (по месту рождения отца), был выходцем из Рейнской области, мастером с репутацией успешного «путешествующего придворного художника». Обучался живописи в Кёльне, в мастерской ныне малоизвестного фламандского художника Георга Джерриха, выходца из Антверпена. В возрасте двадцати двух лет, около 1574 года, по всей вероятности, став членом гильдии живописцев Кёльна, он отправился в Италию. Вначале его привлекла Венеция, где он нашёл работу у уроженца Антверпена, художника и торговца картинами Гаспара Рема, а также поддержку в местном сообществе североевропейских живописцев.
Путешествуя по Италии, Аахен побывал во Флоренции и Риме. Наибольшее влияние на становление творчества Аахена и формирование его маньеристического стиля оказали произведения Тинторетто и Караваджо. Кроме этих мастеров, Ханс фон Аахен на протяжении всей жизни в своём творчестве испытывал влияние таких художников, как Бартоломеус Спрангер (1546—1611) и Хендрик Гольциус (1558—1617), доминировавших на художественной сцене Германии той эпохи. В течение 1580-х годов он стал известным мастером, получавшим важные заказы. В 1585 году он работал во Флоренции при дворе великого герцога Тосканы Франческо I Медичи.
В 1587—1596 годах Xанс фон Аахен приобрёл признание как мастер тонкого психологического портрета, исторической и религиозной живописи. Около 1588 года Аахен он вернулся в Германию. Там он работал для аристократических семейств Кёльна, герцогского двора и знатной семьи Фуггер в Аугсбурге. В Риме и Флоренции он написал несколько картин, которые были приняты с большим успехом, и по возвращении в Германию он был призван к баварскому двору в Мюнхене. Художник написал несколько картин для герцога Баварии Вильгельма V. Он также создавал алтари для мюнхенского ордена иезуитов. Хотя Аахен ранее уже работал над религиозными картинами в Италии, но именно в Мюнхене, под влиянием строгой католической ориентации герцогского двора, он разработал иконографию, находившуюся под сильным влиянием идей Контрреформации.
Благодаря сотрудничеству с семьёй гравёров Саделер и художником-миниатюристом Йорисом Хуфнагелем он впервые начал работать в технике гравюры на меди. Вместе они создавали серии гравюр с религиозными и аллегорическими мотивами, некоторые из которых были основаны на предыдущих картинах фон Аахена, другие — на новых рисунках. Распространение этих гравюр по Европе во многом способствовало известности Ханса фон Аахена.
Расцвет художественной деятельности фон Аахена тесно связан с историей «рудольфинской» Праги. Ещё в годы работы в Мюнхене, в 1592 году фон Ахен был назначен императором Священной Римской империи Рудольфом II Габсбургом «камерным», то есть придворным, живописцем (Kammermaler). В 1594 году император возвёл художника в дворянство, и после женитьбы фон Аахена в Мюнхене на Регине ди Лассо, дочери придворного композитора Баварского герцогства Орландо ди Лассо, они вместе в 1596 году переехали в Прагу и художник оставался там до конца своих дней.
В 1592 году Ханс фон Аахен написал официальный портрет императора Рудольфа II. Этот портрет является самым известным изображением императора. По свидетельствам историков, фон Аахен выполнял разнообразные поручения в качестве доверенного лица Рудольфа II. Вероятно, именно этим обстоятельством объясняется столь точное перенесение на портрет не только облика портретируемого, но и черт его характера. По известности этот портрет может конкурировать только с портретом Рудольфа II работы Джузеппе Арчимбольдо, на котором император представлен в образе древнеримского бога Вертумна, лик которого составлен из цветов и фруктов.
Карел Ван Мандер сообщал, что Ханс фон Аахен имел «ежедневную дружбу», был «уважен и оценён» императором. Это доверие становится очевидным в тех дипломатических миссиях, которые император поручал своему придворному художнику. Рудольф II предпочитал посылать Аахена в качестве переговорщика, когда дело доходило до пополнения императорской коллекции произведений искусства его знаменитой кунсткамеры. Опыт фон Аахена и богатство его связей оказались ценной помощью. Император также пользовался услугами своего камерного художника при поиске подходящей невесты. Под предлогом того, что он должен был изображать юных принцесс, он посылал Аахена к европейским королевским дворам, чтобы получить подробную информацию об условиях и возможном приданом.
После смерти Рудольфа II 20 января 1612 года Ханс фон Аахен стал придворным живописцем его преемника, императора Маттиаса I. Основным занятием художника в последующие годы было написание портретов императорской четы. Ханс фон Аахен умер три года спустя, 4 марта 1615 года, в Праге. Его жена и пятеро детей вернулись в Мюнхен.
Учениками и помощниками Ханса фон Аахена были Питер Исаакс, Йозеф Хайнц Старший, Ханс Хольцмайер, Пауль Шюрер. Произведения фон Аахена копировали такие мастера, как Вольфганг Килиан, Доменико Кусто, Ян Саделер.

## Творчество
Картины фон Аахена, изображающие изящные, удлинённые фигуры, также как и работы его коллеги Бартоломеуса Спрангера, являются образцами сложного искусства интернационального маньеризма.

 «Художник был чистым маньеристом со склонностью к изящной виртуозности, динамичному стилю, любивший подвижные, лёгкие силуэты, скользящие, неустойчивые формы, тёплый насыщенный цвет, восходящий к венецианской живописи XVI века… Кровавые события [турецких войн] фон Аахен переводил в парад аллегорий; на его полотнах рождались композиции с полуобнажёнными стремительными фигурами, фантастическими пейзажами, где оживают скульптуры и застывают, как камень, живые существа… Ощущение театральности поддерживается… жестикуляцией, аффектированными эмоциями, ритмическим рисунком силуэтов на фоне облачного неба или вымышленного пейзажа… С именем фон Аахена связан очень специфический рудольфинский жанр — живопись по алебастру или агату, когда художник, выявляя натуральный рисунок камня, мастерски использует его и дополняет мифологической композицией. Увлечение фон Аахена работами такого рода, возможно, привносило в его живописную гамму обогащавшие её удивительно тонкие оттенки, почерпнутые в мире „натуралий“. Та же изысканность отличает его рисунки со сложно переплетающимися линиями… Фон Аахен — самый поэтичный из рудольфинцев»
Одним из лучших произведений художника считается картина «Торжество Истины и Справедливости» (подлинное название — «Аллегория Триумфа Справедливости или Победа Истины под защитой Правосудия»). Основной мотив произведения заключается в следующем: нагая Правда стремится к Справедливости, которая, освобождая Истину от свирепого льва (олицетворение зла), способствует победе и торжеству Правды.
Также одним из самых известных произведений является картина «Бахус, Церера и Купидон» (1610. Холст, масло, 163 x 113 см. Музей истории искусств, Вена). Индивидуальный стиль Ханса фон Аахена объединил идеализацию, свойственную римской и флорентийской школам периода позднего итальянского Возрождения и маньеризма, с блестящим венецианским колоритом и голландским реализмом. Ханс фон Аахен как живописец был особенно искусен в изображении игриво-эротической обнажённой натуры. В качестве примера можно привести картину «Афина, Венера и Юнона» (1593. Холст, масло, 54 x 67 см. Музей изящных искусств, Бостон).
Долгое время творчество Аахена находилось в забвении. В XIX веке его картины приписывали то Рубенсу, то Гольциусу, то Эльсхаймеру, Караваджо или Аннибале Карраччи. Некоторые комментаторы подвергали сомнению само существование Аахена. Со временем истинные атрибуции были восстановлены.
Произведения Ханса фон Аахена были представлены на художественных выставках последних десятилетий XX века в контексте изучения придворной культуры рудольфинской Праги. Двумя наиболее значительными были выставки: «Прага около 1600 года — искусство при дворе Рудольфа II» (Эссен, Вилла Хюгель, 1988) и «Рудольф II» и «Прага — Двор и город» (Прага, Бурггалерея, 1998).
Большая ретроспективная выставка творчества Ханса фон Ахена состоялась в 2010—2011 годах. Как когда-то сам художник, она странствовала по Европе и экспонировалась в трёх основных музеях: с 11 марта по 13 июня 2010 года сначала в Музее Сюрмонда — Людвига в Аахене, с 1 июля по 3 октября в Бурггалерее в Праге и с 19 октября по 9 января 2011 года в Музее истории искусств в Вене.
На территории России с творчеством Ханса фон Аахена можно ознакомиться в Эрмитаже в Санкт-Петербурге. В коллекции музея находятся картины «Святое семейство» (между 1588 и 1590. Дерево, масло, 56,2 х 42,2 см; в Эрмитаж картина поступила из Голицынского музея в Москве в 1886 году) и «Аллегория Мира, Искусства и Изобилия» (1602. Холст, масло, 197 x 142 см; в Эрмитаж поступила из музея бывшего императорского дворца в Гатчине в 1925 году).

## Галерея

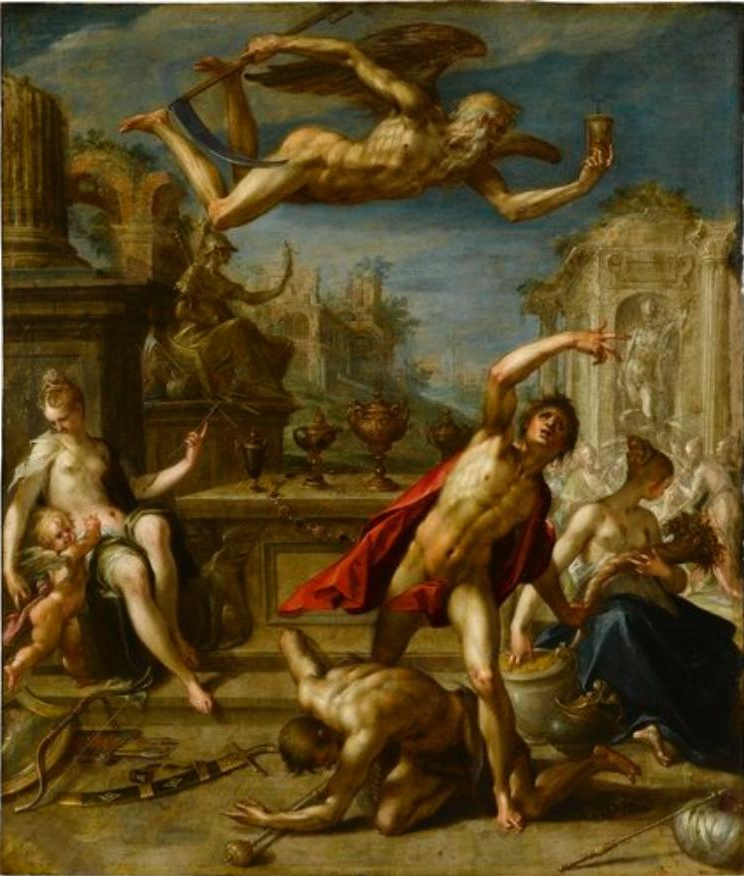
Аллегория. Ок. 1598. Медь, масло. Государственная галерея искусств, Штутгарт
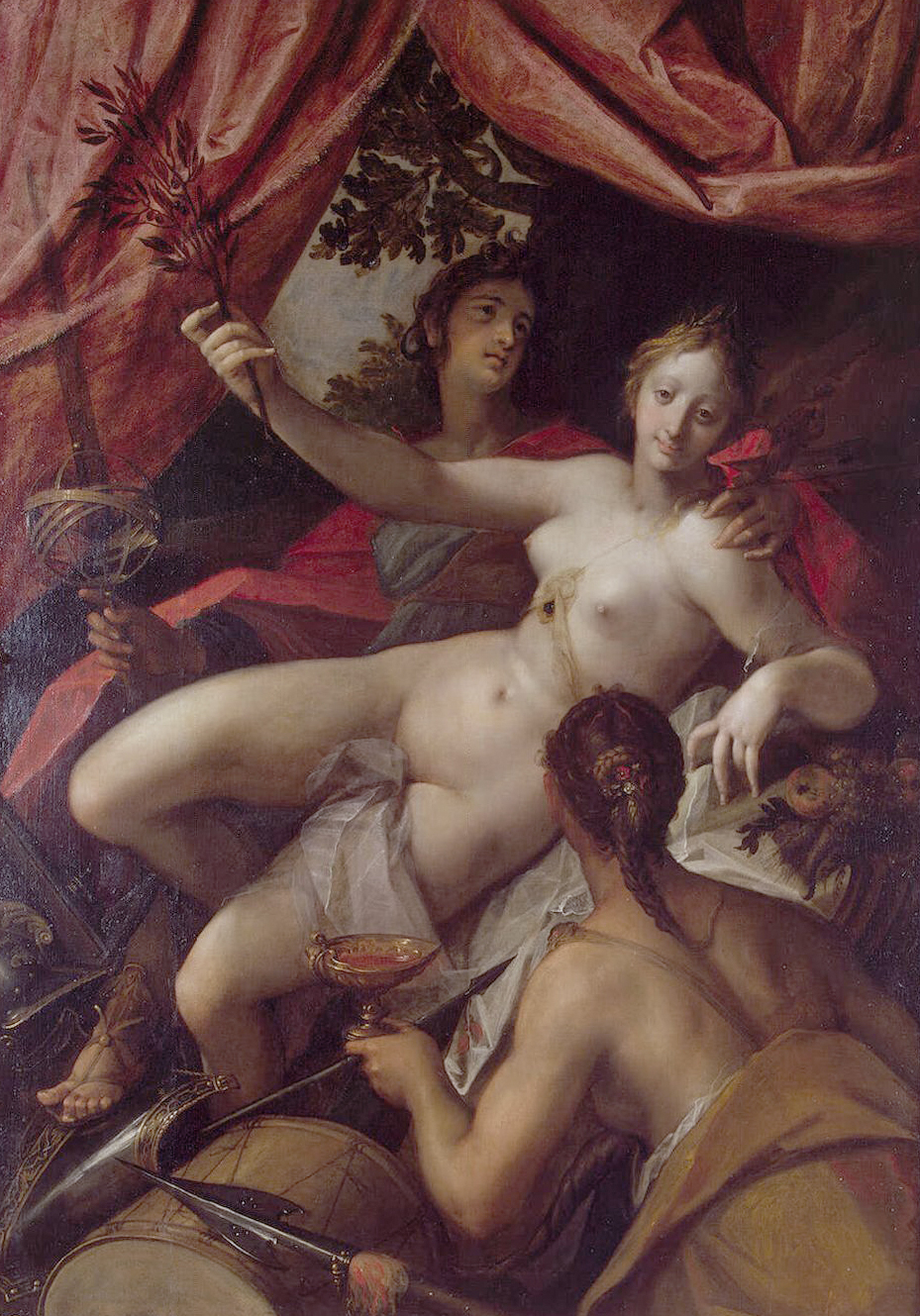
Аллегория Мира, Искусства и Изобилия. 1602. Холст, масло. Государственный Эрмитаж, Санкт-Петербург
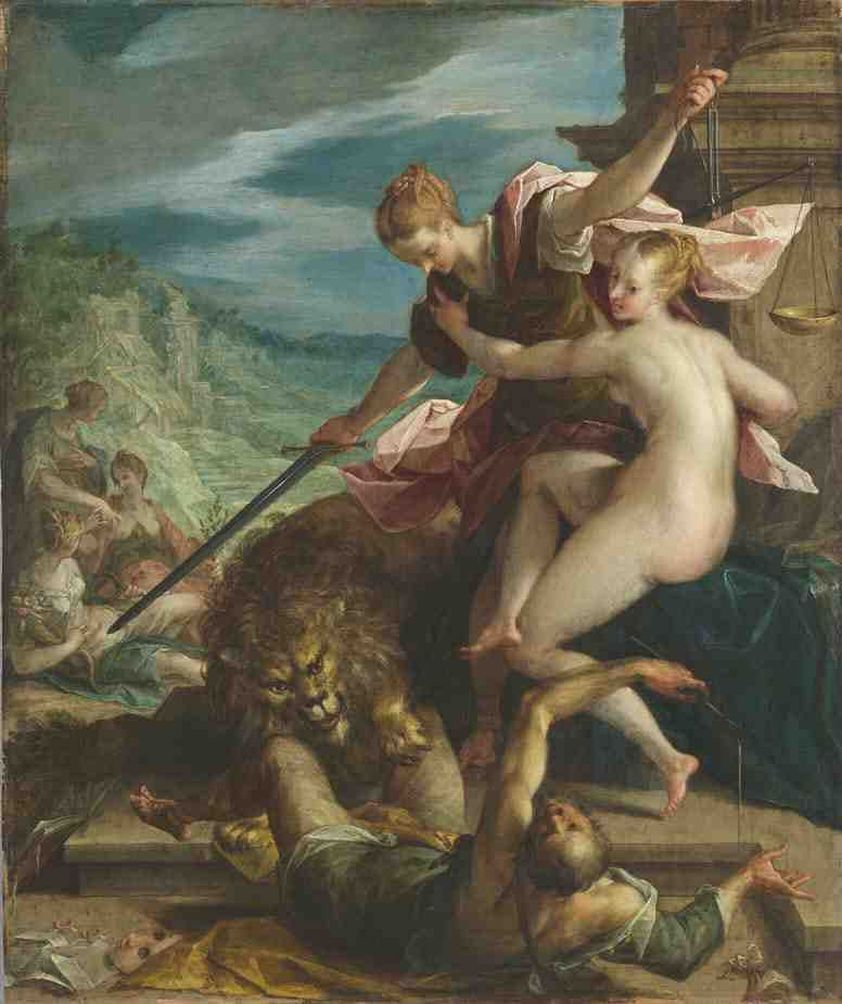
Торжество Истины и Справедливости. 1598. Медь, масло. Старая Пинакотека, Мюнхен
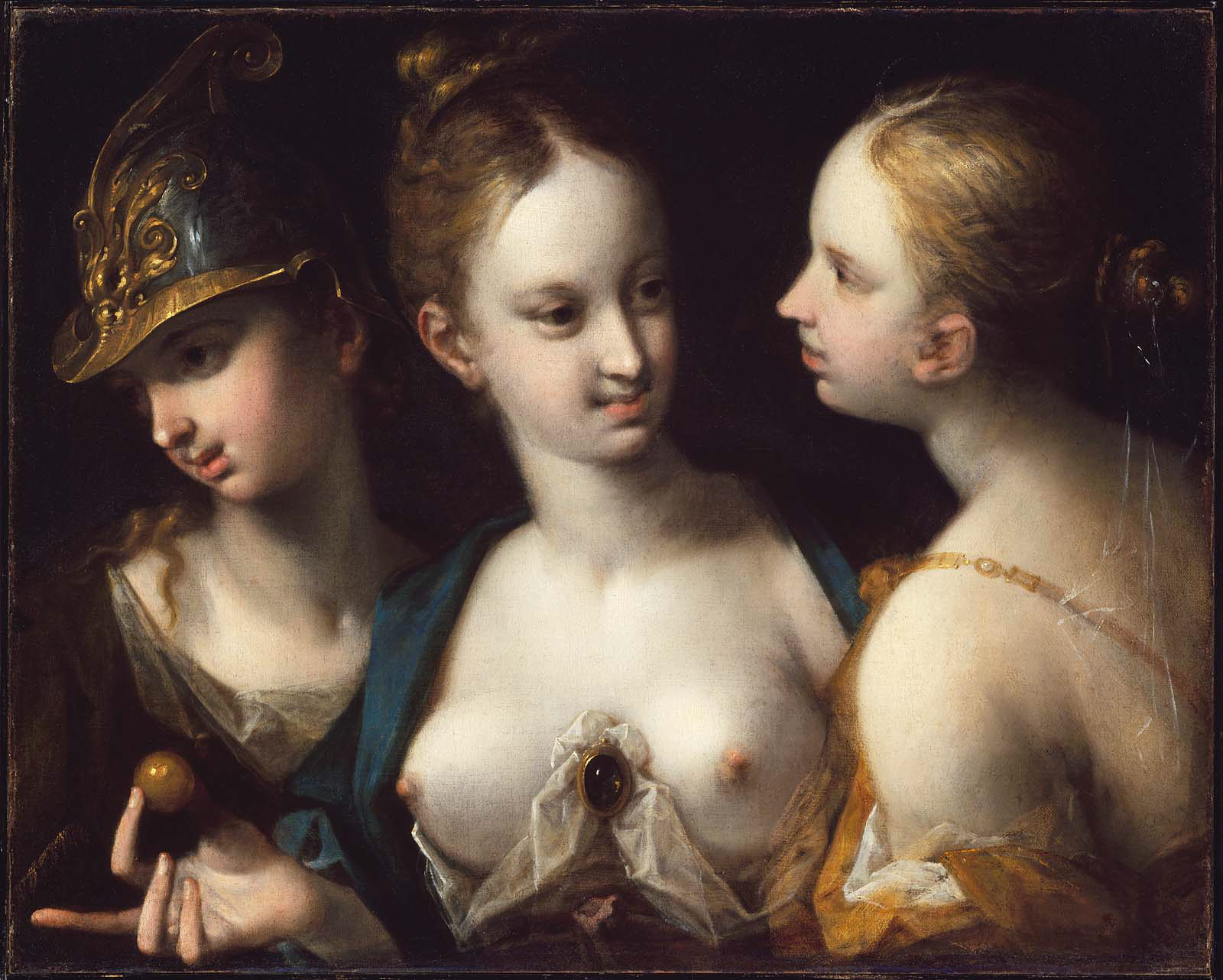
Афина, Венера и Юнона. 1593. Холст, масло. Музей изящных искусств, Бостон
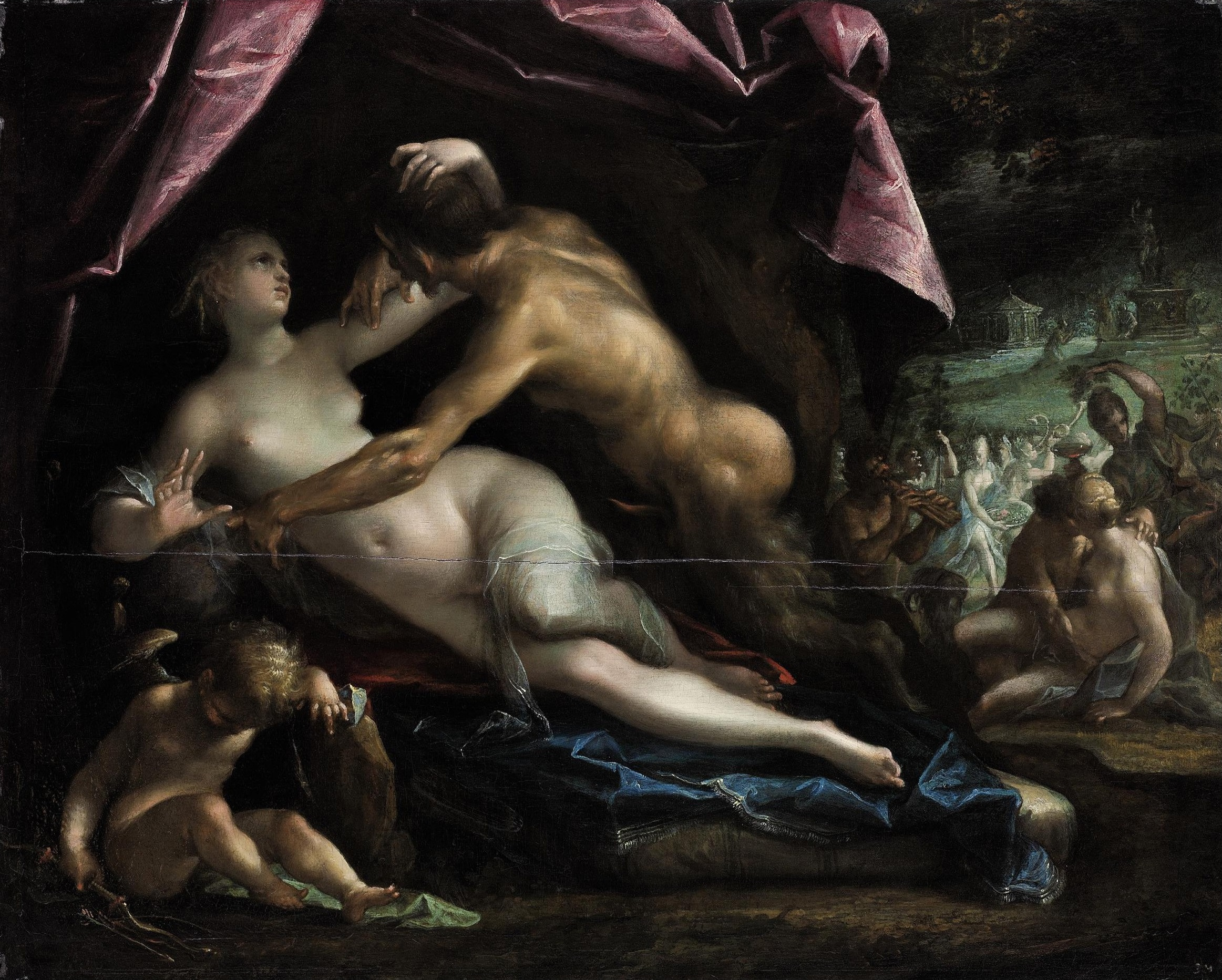
Пан и Селена. Между 1600 и 1605. Дерево, масло. Частное собрание
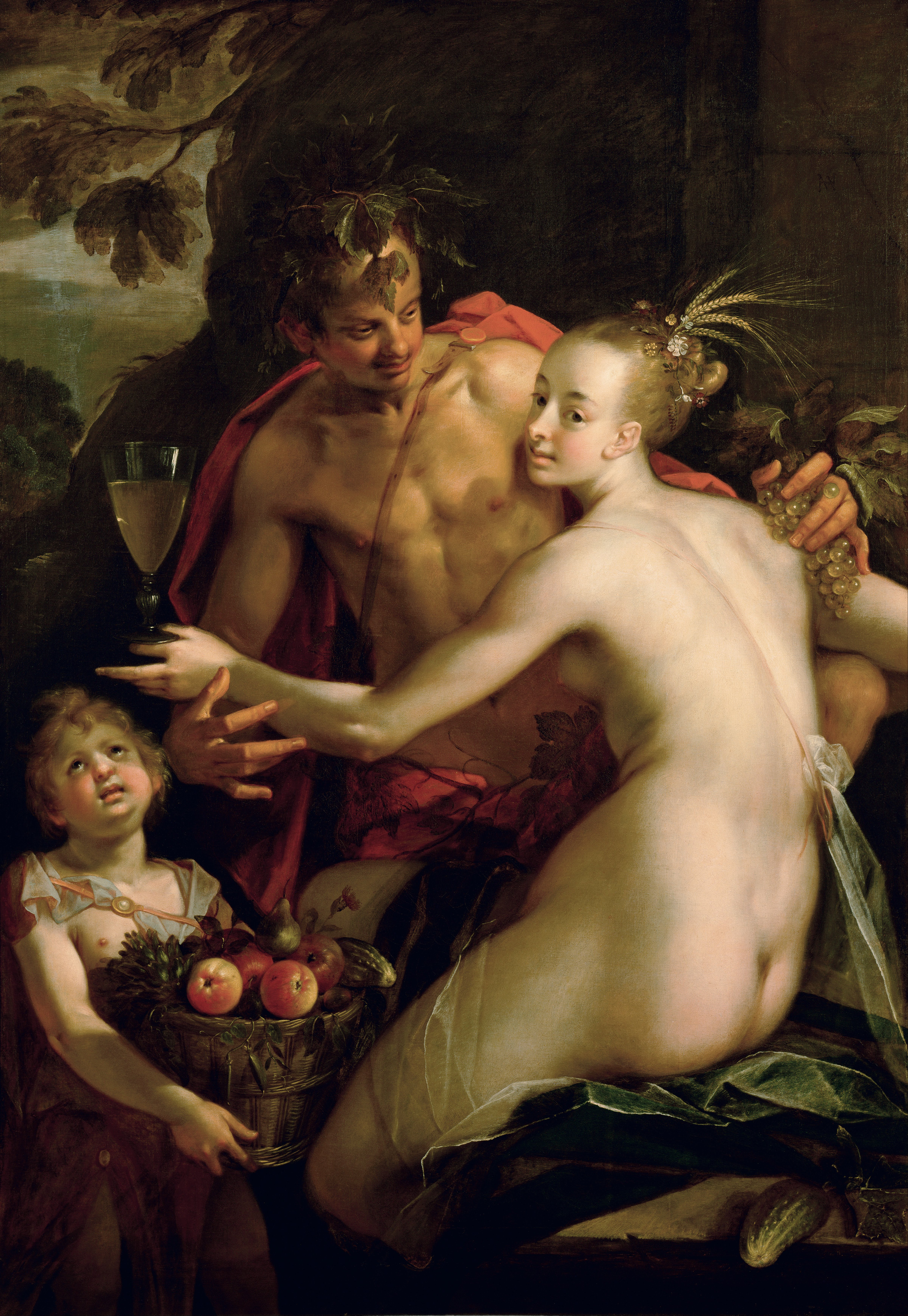
Бахус, Церера и Амур. Между 1595 и 1605. Холст, масло. Музей истории искусств, Вена
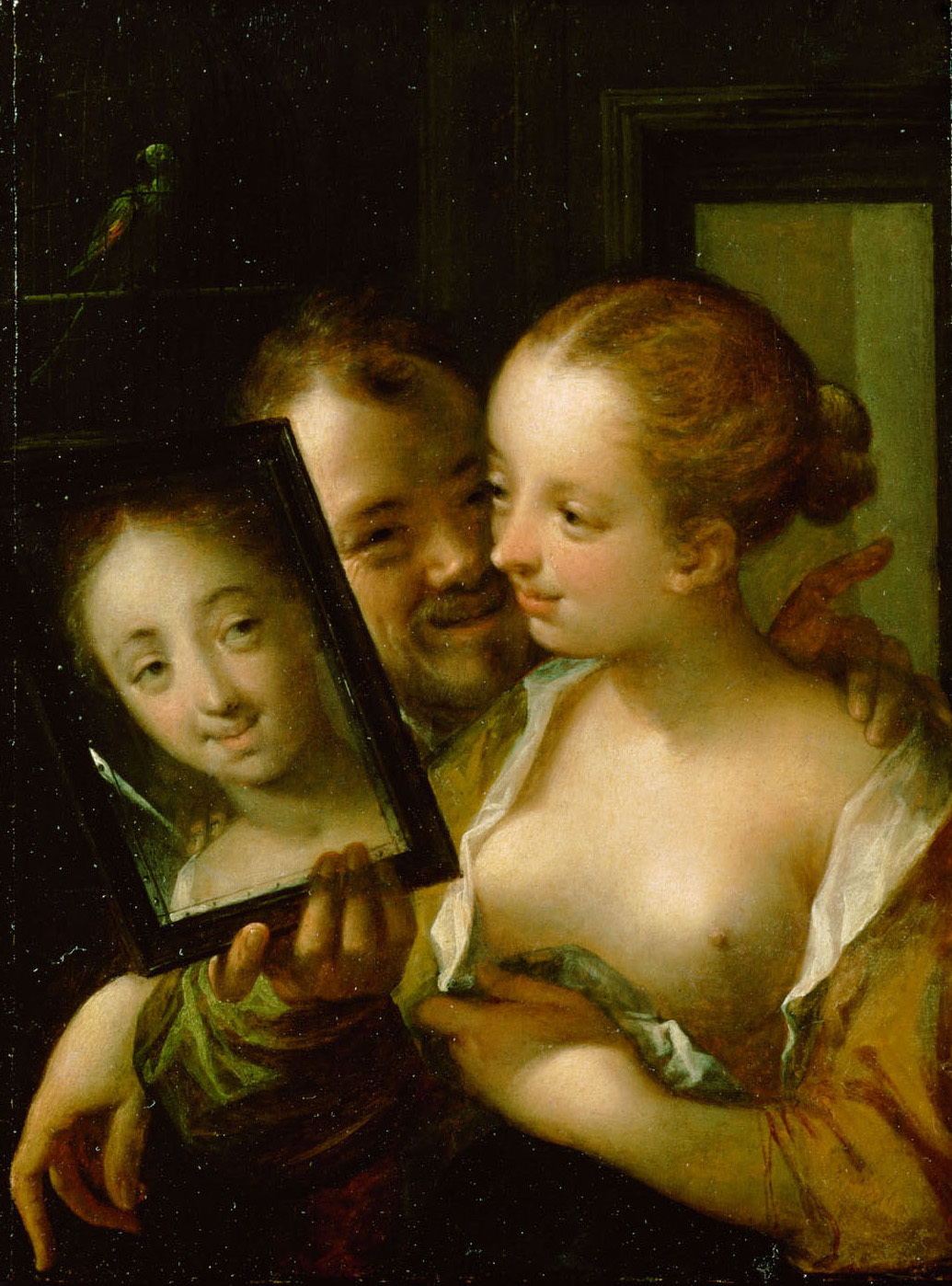
Пара у зеркала. Между 1595 и 1605. Медь, масло. Музей истории искусств, Вена